# Konrad Kujau
Konrad Paul Kujau (n. 27 iunie 1938 - d. 12 septembrie 2000) a fost un pictor și ilustrator german.
A devenit cunoscut prin faptul că a oferit publicității așa-zisele jurnale ale lui Hitler, în realitate un fals care a fost deconspirat ulterior.
Aceste documente au fost cumpărate de revista "Stern" pentru suma de 9,3 milioane de mărci germane și publicate în aprilie 1983.
Înșelătoria a fost descoperită mai târziu de către Poliția judiciară și de Arhivele publice din Koblenz.